# Catasticta prioneris
Catasticta prioneris is een vlinder uit de onderfamilie Pierinae van de familie van de witjes (Pieridae).
De wetenschappelijke naam van de soort werd in 1874 gepubliceerd door Carl Heinrich Hopffer.

## Ondersoorten
- Catasticta prioneris prioneris
- Catasticta prioneris albescens Röber, 1924
- Catasticta prioneris araguana Eitschberger & Racheli, 1998
- Catasticta prioneris estancia Eitschberger & Racheli, 1998
- Catasticta prioneris parrishi Bollino & Costa, 2007
- Catasticta prioneris peruviana Joicey & Talbot, 1918